# فتح اللاذقية
فتح اللاذقية حدث عام 636م أثناء الفتح الإسلامي لبلاد الشام بقيادة أبو عبيدة بن الجراح وعبادة بن الصامت.

## الحصار
بعد السيطرة على مدينة طرطوس، تلقى عبادة بن الصامت تعليمات على الفور من قبل قائده أبو عبيدة بالسير نحو جبلة واللاذقية.
خلال الحصار، واجه عبادة مقاومة شديدة من الحامية المحلية. عندما رأى أن المدينة بها بوابة ضخمة لا يمكن فتحها إلا من قبل العديد من الرجال، فأمرهم بالنزول على مسافة من المدينة، وعندها حفروا خندقًا عميقًا بما يكفي لإخفاء فرسانه. تظاهر عبادة وجيشه بالعودة إلى حمص في ساعات النهار، لكن في وقت لاحق من تلك الليلة عاد وجيشه بصمت واختبأوا داخل الخندق.
اعتقد الروم أن عبادة ورجاله قد ذهبوا، ففتح المواطنون بوابة المدينة ودفعوا مواشيهم. أمر عبادة على الفور جيشه كله بالهجوم. فوجئ الروم بعدم تمكنهم من إغلاق البوابة مرة أخرى. صعد عبادة على الحائط وصرخ صرخة التكبير، فدخل جنوده المدينة. ثم فر المدافعون الروم المرعوبون باتجاه «اليسيد» تاركين المدينة بلا دفاع.

## ما بعد
استسلم الروم والمواطنون لعبادة، الذي سمح للسكان بالعودة إلى منازلهم بشرط دفع ضريبة خراج الأرض.
لم تتعرض اللاذقية للتخريب من قبل عبادة، الذي أشرف على بناء المساجد في المدينة، وبقي لفرض قوانين الخلافة على السكان حيث بنى فيها الجامع الكبير المعروف بجامع البازار.